# Беретинець
Беретинець (хорв. Beretinec) — населений пункт і громада в Вараждинській жупанії Хорватії.

## Населення
Населення громади за даними перепису 2011 року становило 2 176 осіб. Населення самого поселення становило 1 040 осіб.
Динаміка чисельності населення громади:
Динаміка чисельності населення центру громади:

## Населені пункти
Крім поселення Беретинець, до громади також входять: 
- Чрешнєво
- Лединець
- Лединець-Горній

## Клімат
Середня річна температура становить 10,10 °C, середня максимальна – 23,78 °C, а середня мінімальна – -5,76 °C. Середня річна кількість опадів – 892 мм.
| Клімат поселення                              | Клімат поселення | Клімат поселення | Клімат поселення | Клімат поселення | Клімат поселення | Клімат поселення | Клімат поселення | Клімат поселення | Клімат поселення | Клімат поселення | Клімат поселення | Клімат поселення | Клімат поселення |
| Показник                                      | Січ.             | Лют.             | Бер.             | Квіт.            | Трав.            | Черв.            | Лип.             | Серп.            | Вер.             | Жовт.            | Лист.            | Груд.            |                  |
| Середній максимум, °C                         | 5,49             | 7,26             | 11,61            | 15,84            | 20,80            | 23,78            | 23,34            | 22,79            | 18,82            | 13,86            | 8,28             | 4,36             |                  |
| Середня температура, °C                       | −0,15            | 1,62             | 5,97             | 10,20            | 15,18            | 18,16            | 19,80            | 19,25            | 15,28            | 10,32            | 4,74             | 0,81             |                  |
| Середній мінімум, °C                          | −5,76            | −4,01            | 0,36             | 4,58             | 9,55             | 12,53            | 16,27            | 15,71            | 11,75            | 6,80             | 1,22             | −2,73            |                  |
| Норма опадів, мм                              | 44               | 47               | 58               | 70               | 76               | 103              | 88               | 93               | 86               | 85               | 81               | 61               |                  |
| Середньомісячна швидкість вітру, м/с          | 1.99             | 2.20             | 2.58             | 2.52             | 2.40             | 2.10             | 2.05             | 1.86             | 1.90             | 1.93             | 2.07             | 2.04             |                  |
| Середньомісячна сонячна радіація, кДж/м²·день | 4082             | 6778             | 10558            | 14880            | 18969            | 20820            | 21609            | 18739            | 13885            | 8649             | 4573             | 3291             |                  |
| --------------------------------------------- | ---------------- | ---------------- | ---------------- | ---------------- | ---------------- | ---------------- | ---------------- | ---------------- | ---------------- | ---------------- | ---------------- | ---------------- | ---------------- |
| Джерело:                                      |                  |                  |                  |                  |                  |                  |                  |                  |                  |                  |                  |                  |                  |